# Siphiwe Tshabalala
Siphiwe Tshabalala, född 25 september 1984, är en sydafrikansk fotbollsspelare (mittfältare) som spelar i AmaZulu. Han har tidigare spelat för Alexandra United och Free State Stars.
Tshabalala skrev på ett treårskontrakt med Kaizer Chiefs inför säsongen 2009–2010, men kontraktet löstes upp den 27 juni 2010 på Tshabalalas begäran då han ville spela i Europa.
Tshabalala debuterade i det sydafrikanska landslaget 2006 och har bland annat representerat landet i Afrikanska mästerskapen 2006, Afrikanska mästerskapen 2008 och VM 2010. Under VM 2010 spelade Tshabalala Sydafrikas samtliga tre matcher och gjorde turneringens första mål i öppningsmatchen mot Mexiko. 